# 宮崎健三
宮崎 健三（みやざき けんぞう、1911年3月8日 - 1987年12月）は、日本の詩人。東京教育大学教授、和光大学教授を歴任。

## 略歴
富山県生まれ。東京文理科大学卒業。東京教育大学助教授、教授、1966年和光大学教授。国語科教育を担当するほか詩人として活動し、1983年『類語』で日本詩人クラブ賞を受賞した。

## その他
富山県師範学校在学中、詩作活動に励んだが、進学のため中断された。富山県師範学校の寄宿舎では、後に理科教育学者となる丸本喜一や動物学者となる大塚外次らと同じ部屋で暮らした。

## 著書
- 基礎国文法 金子書房 1952
- 精粋國語 向上社 1953
- 要点研究国文法 向上社 1957
- 要点研究国文学史 向上社 1957
- 国語 中学生の模範学習 講談社教育図書出版部 1957.3
- 中学国語問題総しあげ 短期完成 講談社教育図書出版部 1957.10
- 中学国文法 金子書房 1958.4
- わかりやすい古典古文 学燈社 1964.10
- 北濤 詩集 右文書院 1969
- 詩集古典 国文社 1978.10
- 類語 詩集 国文社 1982.5
- 現代詩の証言 宝文館出版 1982.11
- 天狼 詩集 国文社 1985.3
- 望郷 詩集 国文社 1987.6

## 共編著
- 陳中和翁伝、1931　植民地帝国人物叢書 18(台湾編 18) ゆまに書房 2009.1
- 日本文学概史 能勢朝次共著 博文堂 1951
- 日本文学要史 能勢朝次共著 博文堂図書 1952
- 国文解釈問題新研究 向上社 1954
- 国文法・国文学史問題新研究 向上社 1956
- 詳説古文(古典乙1) 長谷部正治,斎藤義光共著 向上社 1965.4
- ハイブレーン現代国語 入試新研究 問題の徹底的解法 向上社 1965.9
- 小説の教え方 右文書院 1968
- 古典の教え方 野地潤家,石井茂共編著 右文書院 1972 (教え方双書)
- 受験・現代国語 新課程 表解整理と精選問題 中教出版 1977

## 参考
- 「現代詩の証言」著者紹介